# 1979年バレーボール男子アジア選手権
1979年バレーボール男子アジア選手権（1979 Asian Men's Volleyball Championship）は、1979年にバーレーンのマナーマで開催された、アジアバレーボール連盟主催の第2回バレーボールアジア選手権男子大会。
出場国は14カ国。中国が初優勝を飾った。

## 最終結果
| 順位 | 国               |
| ---- | ---------------- |
| 1    | 中国             |
| 2    | 韓国             |
| 3    | 日本             |
| 4    | オーストラリア   |
| 5    | インド           |
| 6    | イラン           |
| 7    | クウェート       |
| 8    | イラク           |
| 9    | サウジアラビア   |
| 10   | シリア           |
| 11   | ニュージーランド |
| 12   | シンガポール     |
| 13   | レバノン         |
| 14   | 北イエメン       |